# Polygala dependens
Polygala dependens är en jungfrulinsväxtart som beskrevs av R.A.Kerrigan. Polygala dependens ingår i släktet jungfrulinssläktet, och familjen jungfrulinsväxter. Inga underarter finns listade i Catalogue of Life.